# Berta Jikeli
Berta Jikeli (după căsătorie Glienke; n. 19 aprilie 1911, Sibiu, Austro-Ungaria – d. 7 octombrie 2000, Heilbronn, Germania) a fost o atletă din România, specializată în aruncarea discului.

## Carieră
Născută la Sibiu, Berta Jikeli a fost prima sportivă care a reprezentat România la Jocurile Olimpice. Împreună cu Irina Orendi (săritura în înălțime), ea a participat la Jocurile Olimpice de la Amsterdam din 1928. Dar Berta Jikeli a concurat cu câteva zile mai devreme. Cu o aruncare de 28,19 de metri s-a clasat pe locul 18 în proba de aruncarea discului.
Cea mai bună aruncare a sa a fost de 31,88 de metri, reușită pe 5 octombrie 1928. Acest record național a rezistat până în 1936.
Berta Jikeli a decedat la Heilbronn, Germania, pe 7 octombrie 2000.

## Legături externe
- en Berta Jikeli la World Athletics
- en Berta Jikeli la Olympedia.org